# 666 Park Avenue
666 Park Avenue é uma série de drama sobrenatural americano que foi ao ar na ABC a partir de 30 de setembro de 2012 a 13 de julho de 2013.A série foi criada e produzida por David Wilcox , e foi livremente baseado no romance de mesmo nome por Gabriella Pierce.O show conta com Rachael Taylor,Dave Annable,Vanessa Williams,e Terry O'Quinn o show segue um casal do interior que se mudam para o prédio de Manhattan no endereço 999 Park Avenue. 
O elaborada Beaux-Arts edifício localizado no antigo Upper East Side de Manhattan o prédio ficticcio Chamado de "The Drake" na série é um verdadeiro edifício de apartamentos, The Ansonia em Nova York.
ABC encomendou o piloto em 20 de Janeiro de 2012, a série é completa com uma primeira temporada que contém treze episódios em 11 de maio de 2012.
Foi ao ar nas noites de domingo às 10:00pm Central, com a série Revenge servindo como sua liderança Em 16 de novembro de 2012, a ABC anunciou que a série tinha sido cancelada, mas que ela iria terminar com seus treze episódios em prazo.Os episódios finais foram transmitido pela primeira vez na Espanha, e também, desde então, foi ao ar na Austrália, Nova Zelândia e Reino Unido, à frente de sua exibição original no ABC. . No Brasil, o SBT comprou os direitos de exibição e começou a exibir a série nas madrugadas de sexta para sábado, a partir do dia 23/05/2014.

## Enredo
666 Park Avenue concentra-se em Jane Van Veen (Rachael Taylor) e seu parceiro Henry Martin (Dave Annable),os novos co-gestores do hotel residencial Drake, localizada em 999 Park Avenue. O Drake é de propriedade do bilionário misterioso Gavin Doran (Terry O'Quinn) e sua esposa Olivia (Vanessa Williams).A trama segue dois Jane e Henry,e os outros moradores do Drake que vivem na sombra das forças sobrenaturais escuras do Drake e seu dono.

## Personagens
- Rachael Taylor como Jane Van Veen, a assistente de Gavin.[8]
- Dave Annable como Henry Martin, o Noivo de Jane.[9]
- Robert Buckley como Brian Leonard, um dramaturgo, que mora no prédio com sua Namorrada Louise.[10]
- Mercedes Masohn como Louise Leonard, a fotógrafa e Namorada de Brian.[10]
- Helena Mattsson como Alexis Blume, assistente e amiga de Louise.[11]
- Erik Palladino como Tony DeMeo, o porteiro do edifício.[12]
- Samantha Logan como Nona Clark, uma moradora que esconde um pequeno secreto.[13]
- Vanessa Williams como Olivia Doran, a elegante e sofisticada esposa do proprietário do edifício Gavin.[14]
- Terry O'Quinn como Gavin Doran, o dono do prédio e que esconde muitos segredos diabólicos.[15]

## Secundarios
- Richard Short como Harlan Moore.
- Misha Kuznetsov como Kandinsky.
- Teddy Sears como Detective Hayden Cooper.
- Aubrey Dollar como Annie Morgan.[16]
- Enrique Murciano como Dr. Todd Scott Evans.[17]
- Tessa Thompson como Laurel Harris/Sasha Doran.[18]
- Nick Chinlund como Victor Shaw.[19]

## Recepção
Metacritic deu-lhe uma pontuação média de 62%, com base em 22 avaliações.

## Críticas
One Million Moms, a extrema-direita, grupo ativista cristão conhecido por tentar mobilizar as mulheres conservadoras em protesto contra vários meios de comunicação, fez 666 Park Avenue uma meta de seu protesto. A organização, tendo tomado exceção a utilização do programa da marca do diabo e acreditar que a exposição a que era inapropriado, levou seus membros a um e-mail os patrocinadores da rede instando-os a retirar a receita do show.